# Книга на пророк Иеремия
„Книга на пророк Иеремия“ е библейска книга, една от пророческите книги на християнския Стар завет.
В православния и католическия канон „Книга на пророк Иеремия“ е втората от поредицата книги на големите пророци и е поставена между „Книга на пророк Исаия“ и „Книга Плач Иеремиев“.
Традиционно се приема, че книгата е съставена от пророк Варух през VI век пр. Хр., като първите 34 глави са му диктувани пряко от пророк Иеремия. Съдържанието описва събития от периода между 626 и 562 година пр. Хр.